# Тігієв Таймураз Вазнойович
Таймураз Вазнойович Тігієв  (каз. Таймураз Вазноевич Тигиев, 15 січня 1982, Владикавказ) — російський і казахський борець вільного стилю, бронзовий призер Азійських ігор, срібний призер Кубку світу, учасник Олімпійських ігор. Майстер спорту Росії міжнародного класу з вільної боротьби.

## Біографія
Боротьбою почав займатися з 1993 року. Виступав за борцівський клуб «Алани» (Владикавказ). Чемпіон Росії 2003 року.
Випускник Північно-Осетинського державного університету.
26 жовтня 2016 року Таймураз Тігієв був позбавлений срібної медалі у ваговій категорії до 96 кг після виявлення заборонених препаратів в повторному аналізі його допінг-проби, взятої на літніх Олімпійських іграх 2008 року в Пекіні. Його медаль перейшла до Гіоргі Гогшелідзе з Грузії.
Старший брат борця Сослана Тігієва, який, виступаючи за Узбекистан у ваговій категорії до 74 кг, як і Таймураз, завоював срібну нагороду на літніх Олімпійських іграх 2008 року в Пекіні, але теж був позбавлений її за вживання допінгу. На літніх Олімпійських іграх 2012 року в Лондоні Сослан здобув бронзову нагороду, але теж був її позбавлений через вживання заборонених препаратів.

## Спортивні результати на міжнародних змаганнях

### Виступи на Олімпіадах
| Змагання                    | Збірна    | Вагова категорія | Місце           |
| --------------------------- | --------- | ---------------- | --------------- |
| Літні Олімпійські ігри 2008 | Казахстан | 96 кг            | дискваліфікація |
| Літні Олімпійські ігри 2012 | Казахстан | 96 кг            | 14              |

### Виступи на Чемпіонатах світу
| Змагання                        | Збірна    | Вагова категорія | Місце |
| ------------------------------- | --------- | ---------------- | ----- |
| Чемпіонат світу з боротьби 2003 | Росія     | 96кг             | 14    |
| Чемпіонат світу з боротьби 2011 | Казахстан | 96 кг            | 5     |
| Чемпіонат світу з боротьби 2013 | Казахстан | 96 кг            | 16    |

### Виступи на Азійських іграх
| Змагання           | Збірна    | Вагова категорія | Місце  |
| ------------------ | --------- | ---------------- | ------ |
| Азійські ігри 2006 | Казахстан | 96 кг            | Бронза |

### Виступи на Кубках світу
| Змагання                    | Збірна | Вагова категорія | Місце  |
| --------------------------- | ------ | ---------------- | ------ |
| Кубок світу з боротьби 2001 | Росія  | 97 кг            | Срібло |

### Виступи на інших змаганнях
| Змагання                                                                 | Збірна    | Вагова категорія | Місце  |
| ------------------------------------------------------------------------ | --------- | ---------------- | ------ |
| Олімпійський кваліфікаційний турнір з вільної боротьби 2004 (Братислава) | Росія     | 96 кг            | 8      |
| Турнір Олександра Медведя 2011                                           | Казахстан | 96 кг            | Золото |
| Київський Міжнародний турнір з вільної боротьби 2011                     | Казахстан | 120кг            | Бронза |
| Турнір Чорного моря 2012                                                 | Казахстан | 120кг            | Срібло |
| Кубок Рамзана Кадирова 2012                                              | Казахстан | 96 кг            | Срібло |
| Турнір Алі Алієва 2013                                                   | Казахстан | 120кг            | 8      |
| Гран-прі Іспанії з боротьби 2013                                         | Казахстан | 120кг            | Бронза |
| Меморіал Вацлава Циолковського 2013                                      | Казахстан | 96 кг            | Золото |
| Турнір Алі Алієва 2015                                                   | Казахстан | 125кг            | 16     |